# Verse (Band)
Verse ist eine Straight-Edge-Hardcore-Punk-Band aus Providence, Rhode Island, USA. Sie gehören mit Have Heart und Bane zu den Vorreitern und einflussreichsten Bands des modernen Oldschool Hardcore. Ihre Texte sind zumeist sehr politisch aber auch gesellschaftskritisch geschrieben.

## Geschichte
Die im Jahre 2003 als Nebenprojekt von What Feed the Fire Frontman Sean Murphy gegründete Band begann ihre Karriere ohne Sänger, da Sean Murphy vorerst die Rolle des Schlagzeugers einnahm. Erst nachdem Mike Hall der Band beitrat, übernahm Murphy den Part des Sängers. Mit Eric Lepine und Mark Lennon an den Gitarren und Matt Amore am Bass war die Band für die erste EP Four Songs komplett.
Bevor Verse ihre erste LP Rebuild aufnahm, sollte Mark Lennon die Band verlassen. Dessen Part wurde dann durch den ebenfalls in Rhode Island aktiven Brian Wilcox (Rampage) ersetzt. Als Schlagzeuger Mike seine eigentliche Band Distance verließ, bot das Verse genügend Zeit an der Ostküste der USA zu touren und ihr Debütalbum aufzunehmen. Nach diesem Release spielte die Band Konzerte in den ganzen Vereinigten Staaten.
Verse gab am 8. Februar 2009 ihre Auflösung bekannt.
Am 9. Dezember 2011 gab die Band auf der Website des Labels Bridge Nine Records bekannt, dass sie sich wieder zusammengefunden hat und 2012 auf Tour gehen wird.

## Diskografie
- 2003: Four Songs (7", Contrast Records / Double Down)
- 2005: Rebuild (Rivalry Records)
- 2006: From Anger and Rage (Rivalry Records)
- 2008: Story of a Free Man (7", Bridge9)
- 2008: Aggression (Rivalry Records / Bridge9)
- 2012: Bitter Clarity, Uncommon Grace (Rivalry Records / Bridge9)